# 1830 års firman

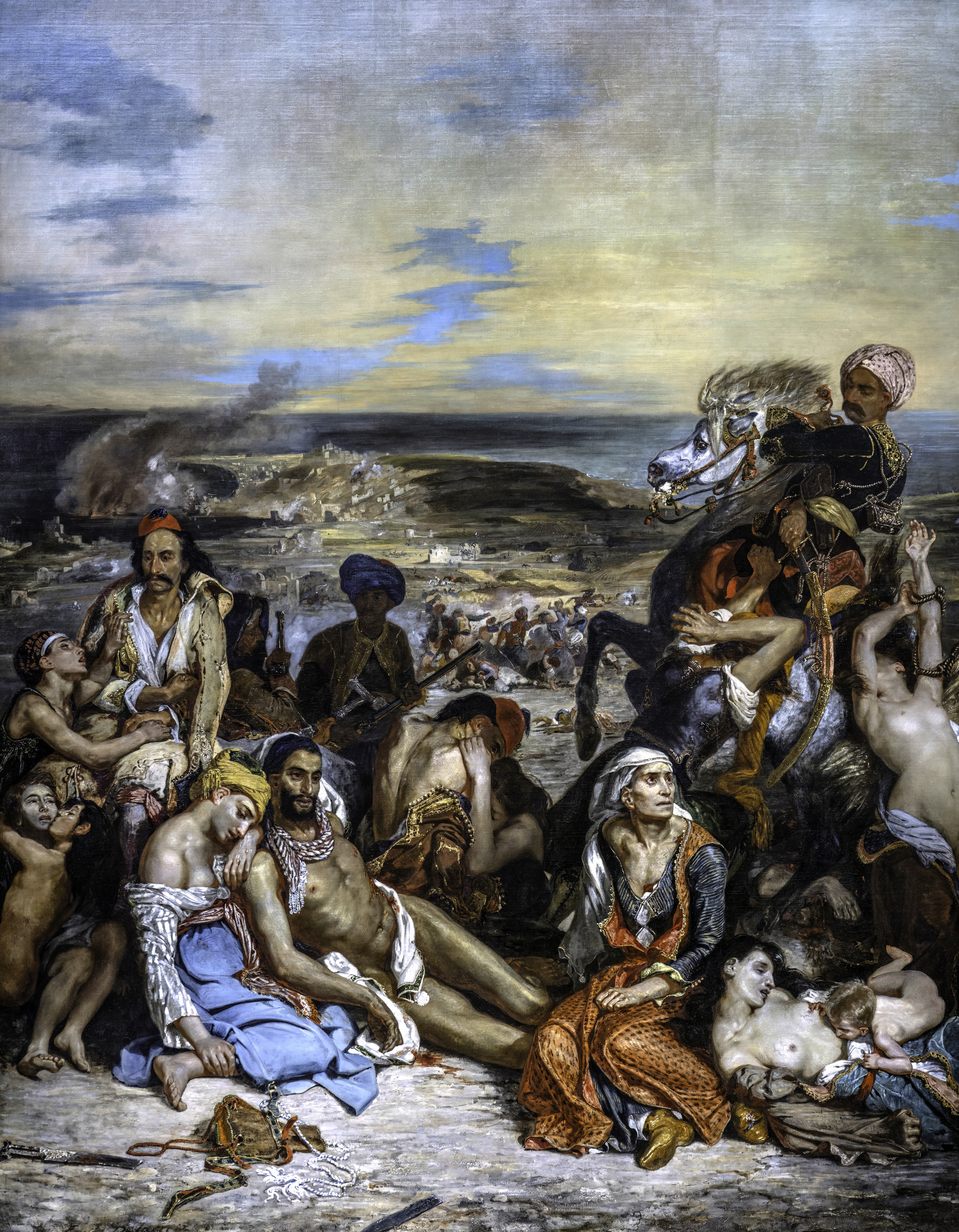
Eugène Delacroix, The Massacre at Chios, 1824.

1830 års firman var ett kejserligt firman (dekret) utfärdat av sultan Mahmud II av Osmanska riket år 1830.
Britterna drev länge en utrikespolitisk policy av diplomatiska påtryckningar mot Osmanska riket att motarbeta slaveri och slavhandel. 
Dekretet förklarade formellt rikets vita slavar för fria. Specifikt gällde saken de slavar som varit kristna då de blivit förslavade, och i praktiken användes lagen för att frisläppa de grekiska krigsfångar som hade förslavats under det grekiska frihetskriget, något som hade väckt stort ogillande i Europa och skadat Osmanska rikets anseende. 